# Ajdovščina
Die Stadt Ajdovščina (deutsch Haidenschaft oder Heidenschaft, italienisch Aidussina) ist eine Kleinstadt im Westen Sloweniens. Sie liegt in der historischen Landschaft Primorska (slowenisches Küstenland) und gehört zur statistischen Region Goriška.
Die Stadt ist der Hauptort der Gemeinde Ajdovščina mit 45 Ortschaften und Siedlungen.

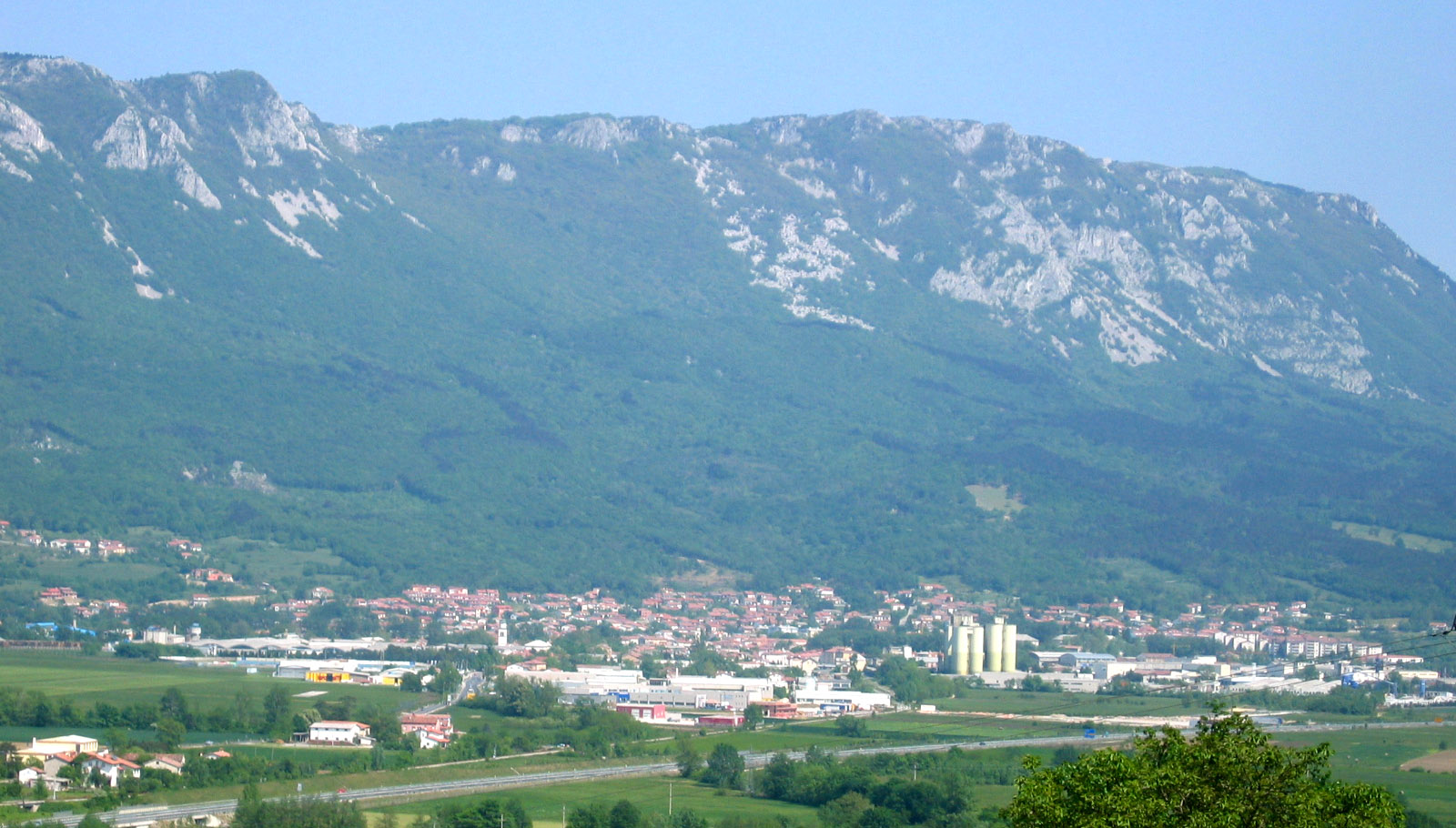
Ajdovščina

## Lage
Ajdovščina liegt im Tal der Vipava / Wippach zwischen Nova Gorica und Postojna am kurzen Flüsschen Hubelj (Hubelbach), das bei einer ergiebigen Karstquelle am Rand des Ternowaner Walds entspringt und nach wenigen Kilometern in die Vipava mündet. Der Name leitet sich ab von altrömischen Ruinen (Überresten der Heiden) in der Region.

## Geschichte

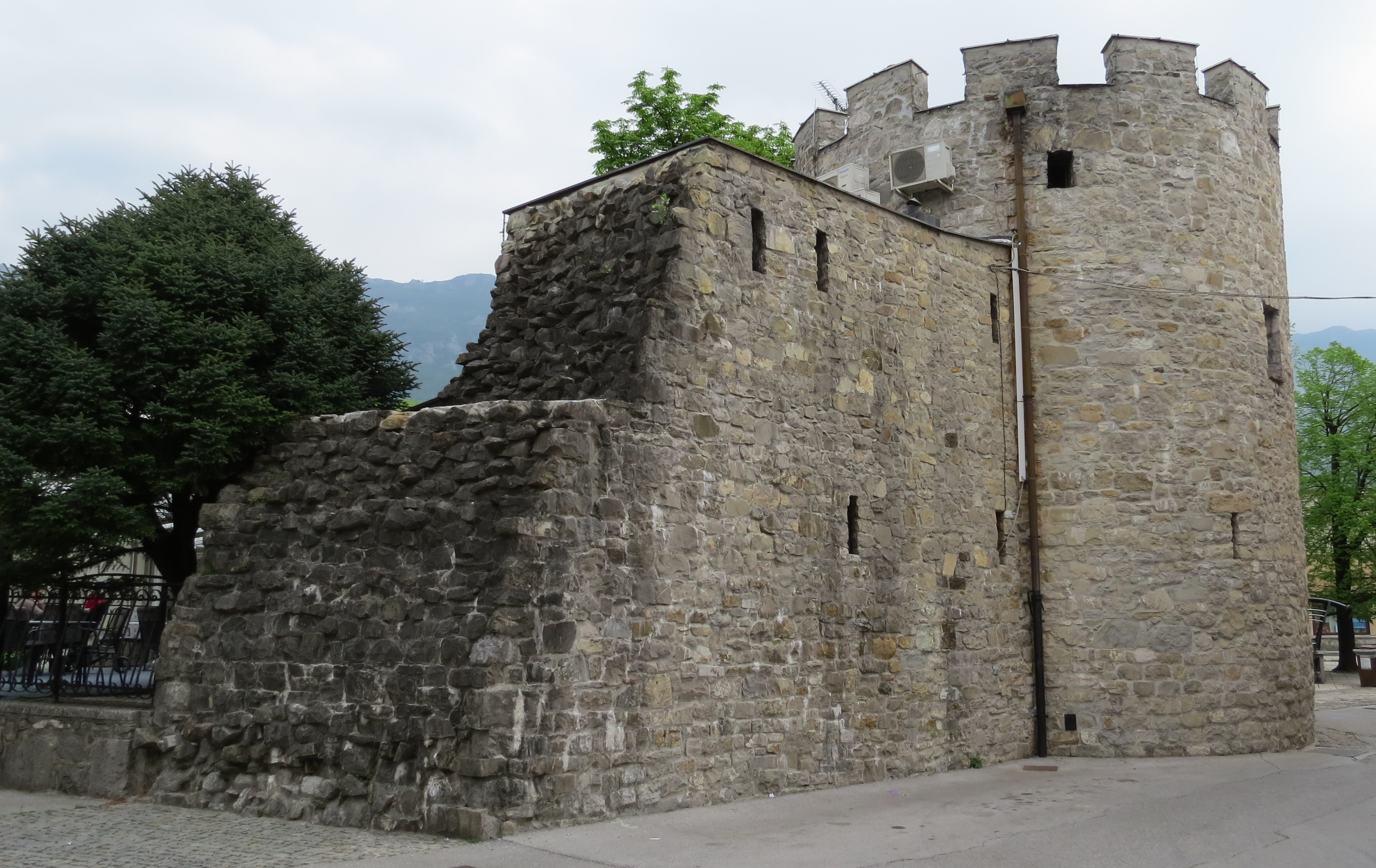
Römische Mauerreste in Ajdovščina

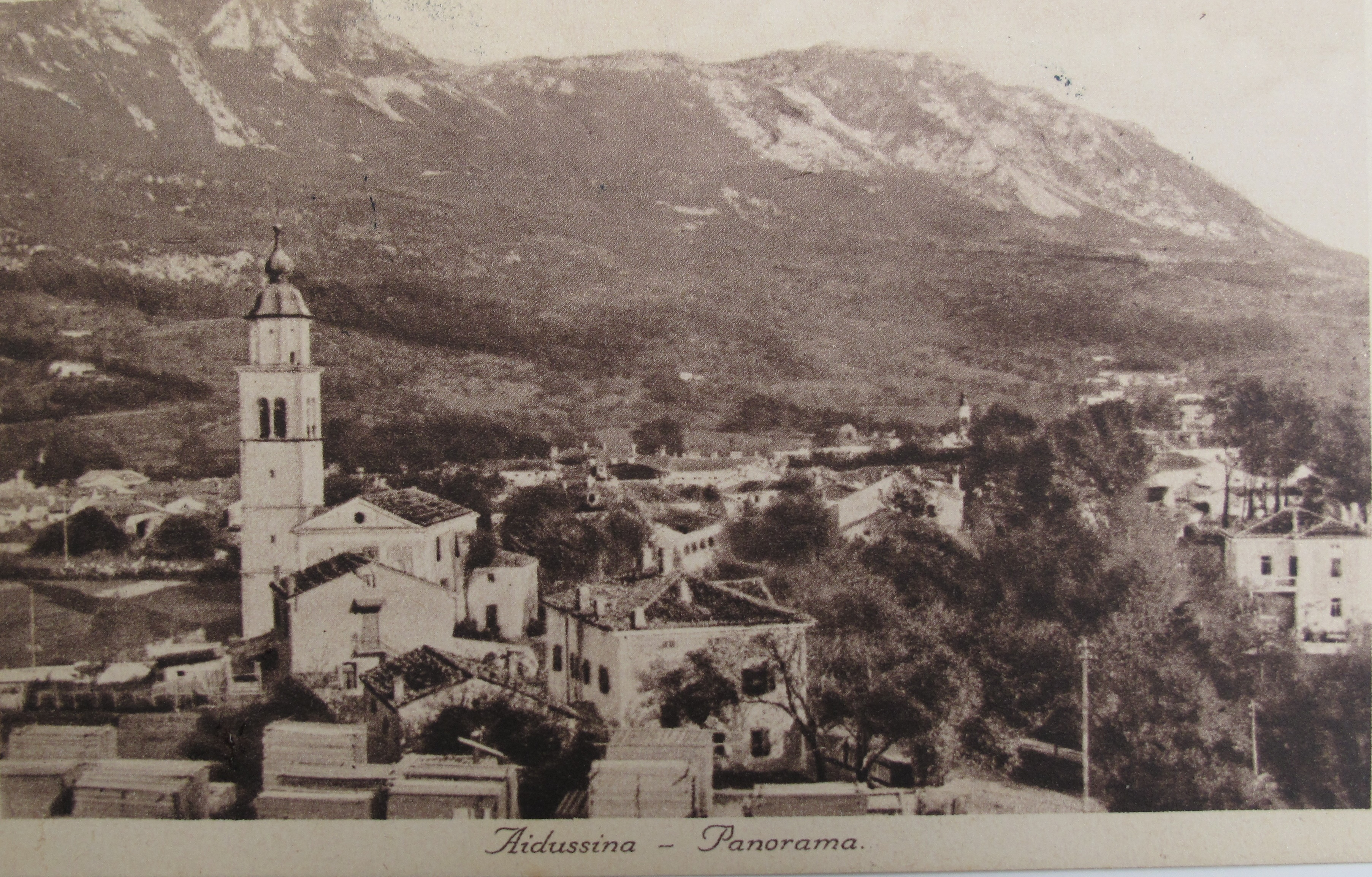
Die Stadt zur Zeit der italienischen Herrschaft

Die Stadt war zur Römerzeit ein befestigtes Lager mit Poststation namens Castra ad Fluvium Frigidum, ein Bestandteil des Sperrwerkes der Claustra Alpium Iuliarum. Das Lager lag an der Via Gemina, einer wichtigen Verbindungsstraße von und nach Italien, die von Emona (Ljubljana) nach Aquileia über den Pass des Birnbaumer Waldes führte. Vor den Mauern von Castra fand am 6. September des Jahres 394 die Schlacht am Frigidus statt, in der Kaiser Theodosius I. über seinen Widersacher Eugenius siegte.
Im Jahre 451 wurde das Lager von den Hunnen unter Attila zerstört. Um das Jahr 1000 kam das Gebiet unter die Herrschaft des Patriarchen von Aquileia, dann im 11. Jahrhundert unter die der Grafen von Görz.
Im Jahre 1507 gewährte Maximilian I. der Siedlung die Marktrechte, was der Stadt einen Aufschwung bescherte.
Zur Zeit der österreichischen Herrschaft von 1500 bis zum Ende des Ersten Weltkriegs gehörte Ajdovščina zum Gerichtsbezirk Haidenschaft in der Gefürsteten Grafschaft Görz und Gradisca, die einen Teil des österreichischen Küstenlands bildete.
Zur Geschichte im 20. Jahrhundert siehe